# Kapitän-General
Der Kapitän-General war in vielen europäischen Armeen seit dem 14. Jahrhundert der höchste militärische Rang.

## Persönlichkeiten
Den Rang eines Kapitän-Generals bekleideten u. a.:
- Philipp I. von Tarent (1278–1331), ab 7. Oktober 1304 Capitano generale der italienischen Provinzen Capitanata, Terra di Bari und Terra d’Otranto.[1]
- Jean II. de Croÿ (1403–1473), Capitaine général des Hennegaus
- Philippe de Croÿ (1436–1482), Capitaine général des Hennegaus und später von Luxemburg.
- Floris van Egmond (1469–1539), niederländischer Staatsmann, erster „Stadhouder“ (Statthalter) der Herrschaft Friesland und ab 1536 Generalkapitän in habsburgischen Diensten
- Moritz von Oranien (1567–1625), Statthalter von Holland, Zeeland, Utrecht, Gelderland und Overijssel sowie „Kapitein-generaal“ der Land- und Seestreitkräfte der Vereinigten Niederlande (1751–1766)
- Christoph von Dohna (1583–1637), Statthalter und Kapitän-General des Fürstentums Orange[2]
- Ludwig Ernst von Braunschweig-Wolfenbüttel (1718–1788), Generalkapitän der Republik der Sieben Vereinigten Provinzen
- Karl von Österreich-Teschen (1771–1847), Gouverneur der österreichischen Niederlande und Kapitän-General[3]
- Gjergj Kastrioti genannt Skanderbeg (1405–1468), Kapitän-General der römischen Kurie und Kapitän-General des Heiligen Stuhls.[4]

## Heutige Nutzung
Bei den Streitkräften des Vereinigten Königreichs ist der Captain-General ein zeremonieller Rang, den Prinz Harry, Duke of Sussex, bei den Royal Marines von 2017 bis Februar 2021 innehatte. Zuvor hielt Philip, Duke of Edinburgh, 64 Jahre lang den Rang und vor diesem König Georg VI. Am 28. Oktober 2022 übernahm König Charles III. den zuvor verwaisten Rang.